# Camilo Berstecher Barrero

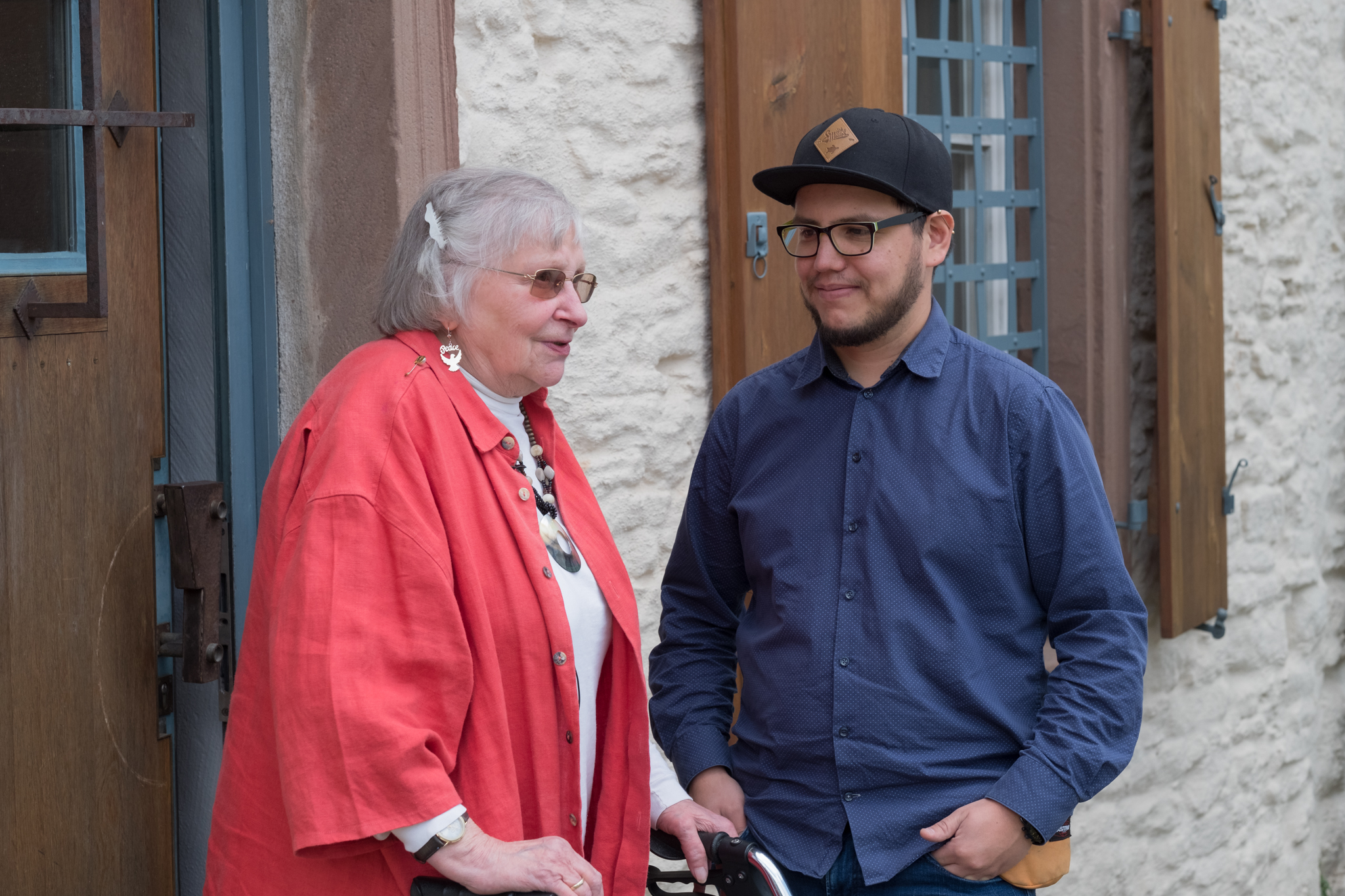
Camilo Berstecher Barrero mit der Protagonistin seines Films, Marlies Krämer

Camilo Berstecher Barrero (* 1988 in Bogotá, Kolumbien) ist ein deutsch-kolumbianischer Filmemacher, Fotograf und Kunstaktivist aus Saarbrücken.

## Ausbildung
Berstecher Barrero war Student und politischer Aktivist an der Universidad Nacional de Colombia. Aufgrund des bewaffneten Konflikts in Kolumbien und der Perspektivlosigkeit unterbrach er 2009 sein Germanistikstudium und wanderte nach Deutschland aus. Er studierte Historisch orientierte Kulturwissenschaften an der Universität des Saarlandes. Während seines Bachelorstudiums erhielt er ein Stipendium der Friedrich-Ebert-Stiftung und das SaarlandStipendium der Studienstiftung Saar. Seinen Master absolvierte er an der Hochschule der Bildenden Künste Saar im Filmatelier der Filmemacherin und Professorin Sung-Hyung Cho.

## Werk
Für seine Abschlussarbeit an der Hochschule der Bildenden Künste Saar produzierte Berstecher Barrero den Film Die Kundin – einen Dokumentarfilm, der die Geschichte der deutschen Feministin Marlies Krämer und ihren Kampf für die gendergerechte Sprache erzählt.
Die Premiere des Films Die Kundin fand beim DOK.fest München 2021 statt. und belegte den fünften Platz beim kinokino-Publikumspreis des Bayerischen Rundfunks. Eine TV-Version des Films mit dem Titel Marlies Krämer, die sanfte Rebellin wurde vom Saarländischen Rundfunk co-produziert und im Januar 2022 ausgestrahlt.
Als Mitglied des internationalen Künstlerkollektivs „spielwerk“ begleitete Berstecher Barrero von Anfang an das Projekt Gekommen, um zu pflegen und dokumentierte darin den Alltag sowie die Geschichten mexikanischer Pflegekräfte, die im Saarland in deutschen Kliniken arbeiteten. Eine begleitende Fotoausstellung mit Berstecher Barreros Fotos, Momentaufnahmen zu Film-Dreharbeiten in Mexiko und im Saarland, wurde im Winter 2022/2023 im Bildungszentrum Kirkel gezeigt. Der 90-minütige Dokumentarfilm Gekommen, um zu pflegen erzählt die Geschichte des Pflege-Recruiting-Projekts, mit dem das Klinikum Saarbrücken und das Universitätsklinikum Homburg dem Fachkräftemangel begegneten. Die bundesweite Kino-Premiere des Films wurde für den Sommer 2025 angekündigt. Ausstellung und Film wurden von der Saarland Medien, Arbeit und Kultur gGmbH und von der Rosa-Luxemburg-Stiftung gefördert.

## Filmografie
- 2021: Die Kundin, Dokumentarfilm
- 2022: Marlies Krämer, die sanfte Rebellin (TV-Version von Die Kundin)

## Kunstaktion

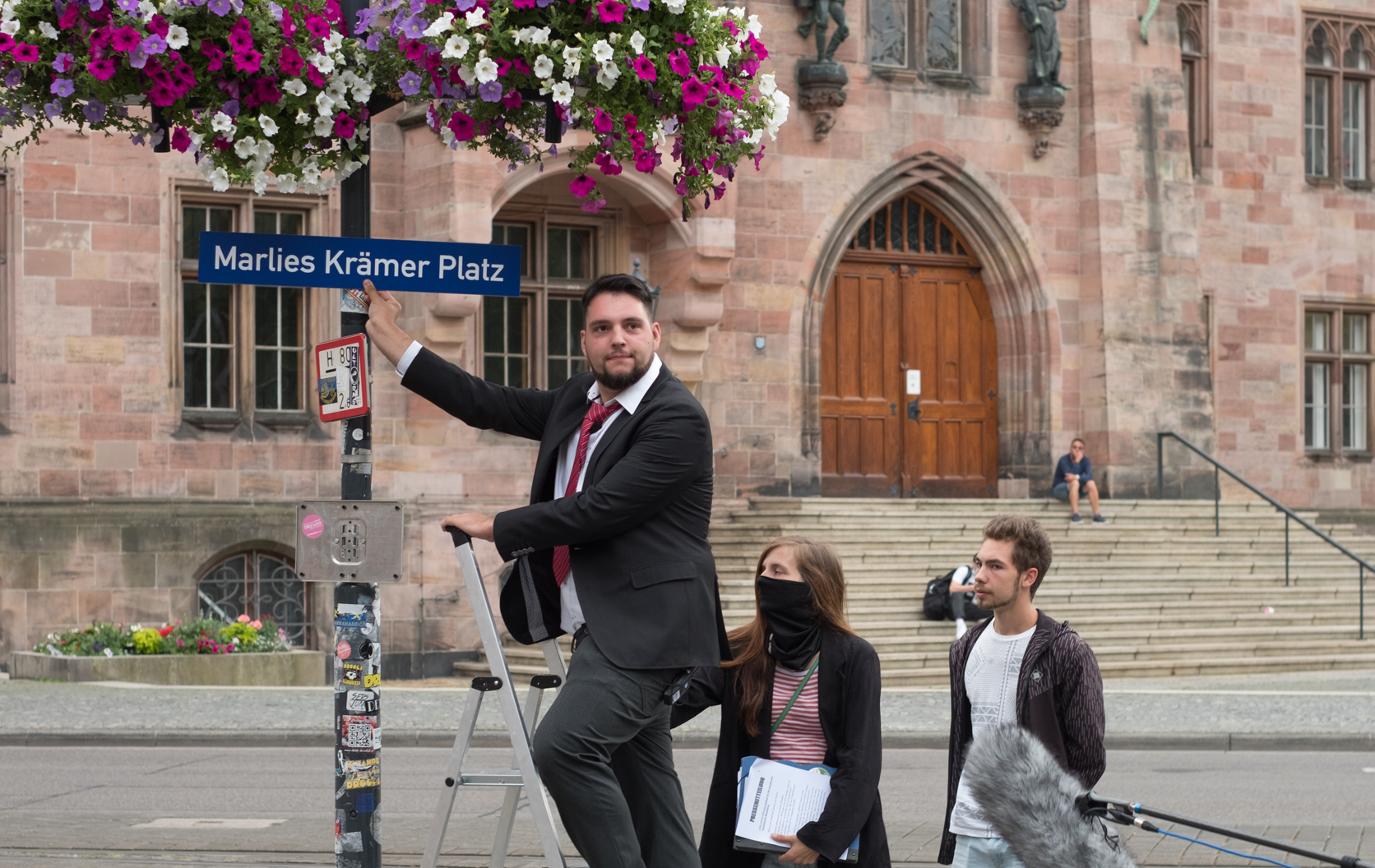
Berstecher Barrero mit dem Wunsch-Straßenschild bei der Kunstaktion 2020

Im Rahmen des Seminars AAA (Anarchistic Art Activities) des freischaffenden Künstlers und Professors Georg Winter und der Dreharbeiten zum Film Die Kundin wurde der Rathausplatz vor der Sparkasse Saarbrücken bei einer Kunstaktion im Juli 2020 kurzzeitig inoffiziell umbenannt. Das unechte Straßenschild (in falscher Schreibweise mit fehlenden Bindestrichen) wurde nach der provisorischen Einweihung an die FrauenGenderBibliothek Saar überreicht und sollte dort bis zu einer eventuellen rechtsgültigen Anbringung verbleiben (Stand 2020).